# ヴィデロー航空
ヴィデロー航空（ヴィデローこうくう、Widerøe）は北欧の航空会社。スカンジナビア航空の関連会社であり、本社所在地はノルウェー・ボードー。

## 概要
会社の設立は1934年のことである。ノルウェーを中心に航空便の運航を行なっていた。第二次世界大戦中は民間航空の運航が中止されていたものの、戦後再開し、1960年代までは水上機も用いての運航も行なっていた。
その後、ノルウェー政府が各地に小規模滑走路を整備するとデ・ハビランド・カナダ DHC-6やデ・ハビランド・カナダ DHC-7などのSTOLコミューターによる運航が中心となっていった。
1990年代からスカンジナビア航空の傘下であったが、2010年代になってそのスカンジナビア航空の経営再建で売却候補に挙がり、2013年9月30日に株式80％を投資グリープに売却したことが発表された。
株式売却後も、SASのパートナー航空会社としてリージョナル路線で重要な役割は変わらないとしている。

## 使用機材
2025年3月現在
| 航空機                    | 機数 | 乗客定員 (エコノミー) | 就航路     | 備考                                                                        |
| ------------------------- | ---- | --------------------- | ---------- | --------------------------------------------------------------------------- |
| デ・ハビランド DHC-8-100  | 23   | 39                    | 国内       |                                                                             |
| デ・ハビランド DHC-8-200  | 3    | 39                    |            |                                                                             |
| デ・ハビランド DHC-8-300  | 3    | 50                    | 国内、国際 |                                                                             |
| デ・ハビランド DHC-8-Q400 | 16   | 78                    | 国内、国際 |                                                                             |
| エンブラエルE190-E2       | 3    | 110                   |            | ローンチカスタマー2018年4月受領就航予定、他12機のE2シリーズの購入権込み契約 |

## コードシェア提携
- エールフランス航空
- フィンエアー[2]
- KLMオランダ航空
- ルフトハンザドイツ航空[3]